# Путивъл
Путивъл (на украински: Путивль; на руски: Путивль) е град в Североизточна Украйна, Сумска област. До 19 юли 2020 г. градът е административен център на Путивълски район на Сумаска област, след което районът е разпуснат, а градът е прехвърлен в състава на Конотопски район.
- Молченски Рождество-Богородченски манастир — женски манастир на Украинската православна църква (Московски Патриархат). Съдържа паметници на архитектурата от XVII—XIX век.
- Молченски Рождество-Богородченски манастир
- Молченски Рождество-Богородченски манастир
- Спасо-Преображенска катедрала (1617—1707 г.)
- Параклис на недействащия манастир „Свети дух“ (1697—1707 г.)
- Църква „Св. Николай“
- Здание на областната управа (1878—1881 г.)
- Търговски магазини (1858—1863 г.)
- Здание на бившето професионално училище (1886 г.)
- Путивъл в началото на XX век. Улица „Курска“
- Путивъл в началото на XX век. Изглед от страна на река Сейм
- Путивъл в началото на XX век. Благовещенска църква (1825 г.)
- Путивъл в началото на XX век. „Путивилският кремъл“ и църквата „Николай Можайски“ (1863 г.)
- Путивъл в началото на XX век. Общ вид на града
- Путивъл в началото на XX век. Залив на р. Сейм
- Путивъл през 1943 г.

## Население
През 1989 г.население на града е 19 300 души.
Според Преброяването на населението в Украйна през 2001 г., населението наброява 17 400 души.
Според данни на Статистическата държавна служба на Украйна, населението на града през 2021 г. наброява 15 100 души.

## Побратимени градове
- Козлодуй, България[4]